# 384
384 је била преступна година.

## Догађаји
- Магнус Максим уздиже свог сина Флавија Виктора у чин августа.
- Магнус Максим се враћа у Британију да помогне римској војсци у одбрани од варварских напада изазваним Максимовим повлачењем трупа на континент.
- У Цариграду је изграђен Теодосијев форум („Форум бика“).
- Квинт Аурелије Симах постаје градски префект Рима.
- Едиктом Теодосија I затварају се пагански храмови у долини Нила (Египат).
- Стилихон се жени Сереном, усвојеном нећаком Теодосија I.
- Персијски краљ Шапур III потписује Акилисенски мир са Теодосијем I. Јерменија је подељена на два краљевства и постаје вазална држава Римског царства и Персије. Пријатељски односи трају 36 година.
- Краљ Чимњу ступа на престо Баекџеа (Кореја); дочекује индијског будистичког монаха Марананту у својој палати, а касније проглашава будизам званичном религијом.
- Когугјанг постаје владар корејског краљевства Когурјео.
- Након пораза бившег Ћина у бици код реке Феј, Муронг Чуи, Муронг Хонг и Јао Чанг проглашавају се царевима Каснијег Јана, Западног Јана и Каснијег Ћина, респективно, што убрзава распад бившег Ћина.
- 17. децембар – Папа Сириције наслеђује папу Дамаса I као 38. римски епископ. Узима титулу Понтифекс Максимус, након што је се одрекао покојни цар Грацијан.
- Јероним Стридонски, хришћански теолог, пише своје чувено писмо „De custodia virginitatis“ (завет девствености) Евстохији, ћерки аскеткиње Пауле. До тада је завршио свој превод Јеванђеља на Вулгату.
- Амброзије Милански одбија захтев царице Јустине за цркву у Милану, где би могла да се моли по свом аријанском веровању.
- Црквени сабор је одржан у Бордоу (Француска).
- Егерија ходочасница завршава своје хришћанско ходочашће у Свету земљу отприлике у то време; њена прича о томе, Itinerarium Egeriae, можда је најранији сачувани формални опис ходочаснице у западноевропској култури.

## Смрти
- 13. мај – Серватий Мастрихтски, епикоп и светац
- 20. јул – Патријарх Тимотеј I од Александрије
- 11. децембар – Папа Дамас I